# تامباخ-ديتهارتس
تامباخ ديت هارتس (بالألمانية: Tambach-Dietharz) هي بلدة ألمانية تقع في ألمانيا في تورينغن. يقدر عدد سكانها بـ 4,283 نسمة .

## المدن التوأمة
مدينة زونترا هي مدينة توأمة لـتامباخ ديت هارتس.

## أعلام
- رولف ميشيل